# Pusad
Pusad is een nagar panchayat (plaats) in het district Yavatmal van de Indiase staat Maharashtra. 

## Demografie
Volgens de Indiase volkstelling van 2001 wonen er 67.152 mensen in Pusad, waarvan 51% mannelijk en 49% vrouwelijk is. De plaats heeft een alfabetiseringsgraad van 74%. 